# Fernando Capalla
Fernando Robles Capalla (Leon, 1 de novembro de 1934 – 6 de janeiro de 2024) foi um arcebispo emérito católico romano da Arquidiocese de Davao. Ele nasceu em 1º de novembro de 1934 em Leon, província de Iloilo. Ele foi sucedido por Romulo Valles como arcebispo de Davao em 11 de fevereiro de 2012.

## Experiência educacional
Fernando iniciou seus estudos na Leon Central Elementary School em sua cidade natal. Ele frequentou o ensino médio no Colegio de San Agustin em Iloilo City. Ele continuou seus estudos no Seminário St. Vincent Ferrer em Jaro, Iloilo City, de 1950-1961. Ele fez estudos adicionais na St. John's University em Nova York, EUA em 1967, ganhando um mestrado em Literatura Inglesa.

## Sacerdócio
Foi ordenado sacerdote em 18 de março de 1961 aos 26 anos como sacerdote diocesano da Arquidiocese de Jaro. Ele foi nomeado bispo auxiliar de Davao em 2 de abril de 1975 com a idade de 40 anos. Ele também foi nomeado bispo titular de Grumentum na mesma data. Em 25 de abril de 1977 foi nomeado bispo-prelado da cidade de Iligan, na província de Lanao del Norte, e posteriormente nomeado bispo em 15 de novembro de 1982, quando foi elevado à diocese de pleno direito. Em 1987, o Papa João Paulo II o nomeou Administrador Apostólico da recém-criada Prelazia de Santa Maria na cidade de Marawi, Lanao del Sur.

### Arcebispo de Davao
Ele se tornou o Arcebispo Coadjutor de Davao em 28 de junho de 1994. Ele foi formalmente instalado para liderar a arquidiocese como seu terceiro arcebispo e metropolita em 28 de novembro de 1996. Ele serviu como Presidente da Conferência dos Bispos Católicos das Filipinas (CBCP) para um mandato de dois anos, de dezembro de 2003 a dezembro de 2005. O Arcebispo Capalla foi membro do Conselho da Federação da Conferência Episcopal Asiática (FABC) e foi um dos Fundadores / Convocadores da Conferência Episcopal de Ulama. Por mais de uma década foi membro do Pontifício Conselho para o Diálogo Inter-religioso.
O Arcebispo Capalla promovia o diálogo inter-religioso entre o tri-povo de Mindanau - os Cristãos, os Muçulmanos e os Lumads. O Arcebispo Capalla foi sucedido pelo Arcebispo de Zamboanga Romulo Valles como Primaz de Davao. 